# Bleed It Out
Bleed It Out – drugi (po "What I’ve Done") singel zespołu Linkin Park promujący trzeci studyjny album Minutes to Midnight. Stacje radiowe emisję piosenki rozpoczęły w drugiej połowie lipca 2007, krążek do sprzedaży trafił 20 sierpnia 2007 r.
"Bleed It Out" zostało po raz pierwszy zagrane 11 maja podczas koncertu w Webster Hall w Nowym Jorku. Dzień później miała miejsce telewizyjna premiera w programie "Saturday Night Live". Podczas wykonywania tej piosenki na żywo grane jest 'solo' na perkusji w wykonaniu Roba Bourdona
Premiera teledysku miała miejsce 31 lipca.

## Lista utworów
Prospective CD 1
- Bleed It Out
- Given Up (Third Encore Session)

Prospective CD 2
- Bleed It Out
- What I’ve Done (Distorted Remix)
- Given Up (Third Encore Session)

## Notowania
| Główne listy                     | Pozycja |
| Australia                        | 24      |
| Billboard Hot 100                | 52      |
| Billboard Hot Digital Songs      | 29      |
| Billboard Pop 100                | 54      |
| Billboard Modern Rock Tracks     | 2       |
| Billboard Mainstream Rock Tracks | 3       |
| Kanada – Hot 100                 | 22      |
| Izrael                           | 14      |
| Niemcy                           | 40      |
| Nowa Zelandia                    | 7       |
| Portugalia                       | 5       |
| Szwecja                          | 14      |
| Wielka Brytania                  | 29      |
| United World Chart – świat       | 29      |
| Pozostałe listy                  |         |
| Entertainmenthit Top 40          | 12      |
| Canada Muchmusic Countdown       | 1       |
| WBTZ – Nowojorskie Radio         | 1       |